# Robert Charles Browne
Pour les articles homonymes, voir Browne.
Cet article possède un paronyme, voir Robert Browne.
Robert Charles Browne (né le 31 octobre 1952) est un tueur américain qui purge une double peine de prison à vie dans la prison d'État de Floride.

## Biographie
Browne est né à Coushatta, en Louisiane. Selon un shérif de Red River Parish, Browne a grandi dans une famille pauvre de neuf enfants. Il a abandonné l'école au lycée et a rejoint l'Armée des États-Unis et a servi de 1969 à 1976, date à laquelle il a été renvoyé pour abus de drogues.

## Meurtre de Heather Dawn Church
Browne a été arrêté le 28 mars 1995, sous l'inculpation de meurtre au premier degré sur la personne de Heather Dawn Church, 13 ans, le 17 septembre 1991. Il a d'abord plaidé non coupable face aux accusations, cependant, le 25 mai 1995, une négociation de peine lui a fait changer d'avis, le faisant plaider coupable afin que les procureurs ne demandent pas la peine de mort,.

## Aveux
Le 27 juillet 2006, lors d'une négociation de peine, il a avoué être lié à la mort de Rocio Delpilar Sperry, 15 ans, qui a été tuée le 10 novembre 1987, dans une résidence. Le corps de Sperry n'a jamais été retrouvé.
Dans ses aveux, les autorités ont déclaré que Browne a admis avoir assassiné jusqu'à 48 autres personnes dans une période allant de 1970 jusqu'à son arrestation. Browne a été l'instigateur d'une nouvelle enquête déclenchée par l'envoi d'une lettre énigmatique aux autorités en 2000. La lettre disait « Sept vierges sacrées enterrées côte à côte, les moins dignes sont largement dispersées, le score est de 1 pour vous, de 48 pour l'autre équipe. » La lettre inclut une carte dessinée à la main avec les contours du Colorado, de Washington, de la Californie, du Nouveau-Mexique, du Texas, de l'Oklahoma, de la Louisiane, de l'Arkansas et du Mississippi, avec un nombre écrit à l'intérieur de chaque État.